# 5707-es mellékút (Magyarország)
Az 5707-es mellékút egy csaknem 11,5 kilométeres hosszúságú, négy számjegyű mellékút Baranya vármegye déli részén; Villány belvárosától húzódik jobbára északi irányban, Újpetre központjáig.

## Nyomvonala
Villány főterén indul, az 5705-ös útból kiágazva, annak a 2+250-es kilométerszelvényénél, észak felé. Kezdeti szakasza a Baross Gábor utca nevet viseli, de még mielőtt megközelíthetné a város vasútállomását – amelynek közelsége bizonyára szerepet játszott az utcanévadásban –, az Ady Endre utca nevet veszi fel. Ilyen néven halad el az állomás térsége mellett is, nagyjából 1,2 kilométer megtétele után – ott nyugatnak haladva – és így keresztezi mintegy fél kilométerrel arrébb, egy rövid szakasz erejéig északnak fordulva a Villány–Magyarbóly-vasútvonal vágányait is.
Amint elhagyja a vasúti keresztezést, átszeli Villánykövesd határát, ott újból nyugatnak fordul, illetve szinte ugyanott kiágazik belőle északi irányban az 57 132-es számú mellékút, mely Kisjakabfalva községbe vezet. Bő fél kilométeren át még Villány és Villánykövesd határvonalát kíséri az út nyomvonala, csak mintegy 2,3 kilométer után lép egészen kövesdi területre. A 2+850-es kilométerszelvénye táján éri az út Villánykövesd belterületének keleti szélét, ahol a Petőfi Sándor utca nevet veszi fel, és így is húzódik a falu nyugati széléig, amit kicsivel a negyedik kilométere előtt ér el, közben elhaladva a vasút Villánykövesd megállóhelyének térsége mellett is.
Nagyjából 5,8 kilométer után az út elhagyja Villánykövesd, Ivánbattyán és Palkonya hármashatárát, majdnem ugyanott kiágazik belőle észak-északnyugati irányban az Ivánbattyánra vezető 57 116-os számú mellékút, ezt követően pedig átszel egy vízfolyást és – ismételten – a vasút vágányait. Innen palkonyai határok közt húzódik, 6,7 kilométer után ismét keresztezi a síneket és belterületen folytatódik, Fő utca néven, egészen a belterület északi széléig, amit a nyolcadik kilométerén túl hagy maga mögött.
Körülbelül 8,5 kilométer megtétele után éri el Újpetre határszélét, és majdnem pontosan másfél kilométert követően lép csak teljesen ezen község határai közé. 11,1 kilométer után lép be Újpetre házai közé, ahol a Szabadság tér nevet veszi fel, és nem sokkal ezután véget is ér, beletorkollva az 5711-es útba, annak 15+650-es kilométerszelvénye közelében.
Teljes hossza, az országos közutak térképes nyilvántartását szolgáló kira.kozut.hu adatbázisa szerint 11,464 kilométer.

## Települések az út mentén
- Villány
- Villánykövesd
- (Ivánbattyán)
- Palkonya
- Újpetre